# Castilleja dendridion
Castilleja dendridion är en snyltrotsväxtart som beskrevs av Guy L. Nesom. Castilleja dendridion ingår i släktet målarborstar, och familjen snyltrotsväxter. Inga underarter finns listade i Catalogue of Life.